# Primera Liga de Eslovenia 2004-05
La PrvaLiga de Eslovenia 2004-05 fue la 14.ª edición de la máxima categoría del fútbol esloveno. Inició el 1 de agosto de 2004 y finalizó el 29 de mayo de 2005. El campeón fue el ND Gorica, que conquistó su tercer título.

## Tabla de posiciones
| Pos | Equipo     | PJ | PG | PE | PP | GF | GC | Dif | Pts |
| --- | ---------- | -- | -- | -- | -- | -- | -- | --- | --- |
| 1   | Gorica     | 32 | 18 | 11 | 3  | 49 | 23 | +26 | 65  |
| 2   | Domžale    | 32 | 14 | 10 | 8  | 48 | 36 | +12 | 52  |
| 3   | Celje      | 32 | 16 | 4  | 12 | 47 | 28 | +19 | 52  |
| 4   | Primorje   | 32 | 12 | 10 | 10 | 37 | 30 | +7  | 46  |
| 5   | Drava Ptuj | 32 | 12 | 10 | 10 | 40 | 36 | +4  | 46  |
| 6   | Olimpija   | 32 | 10 | 7  | 15 | 34 | 52 | –18 | 37  |

| Pos | Equipo       | PJ | PG | PE | PP | GF | GC | Dif | Pts |
| --- | ------------ | -- | -- | -- | -- | -- | -- | --- | --- |
| 7   | Maribor      | 32 | 15 | 6  | 11 | 47 | 36 | +11 | 51  |
| 8   | Mura         | 32 | 11 | 11 | 10 | 43 | 39 | +4  | 44  |
| 9   | Ljubljana    | 32 | 10 | 12 | 10 | 38 | 43 | –5  | 42  |
| 10  | Bela Krajina | 32 | 9  | 10 | 13 | 31 | 44 | –13 | 37  |
| 11  | Koper        | 32 | 9  | 9  | 14 | 38 | 41 | –3  | 36  |
| 12  | Zagorje      | 32 | 2  | 8  | 22 | 18 | 62 | –44 | 14  |

PJ = Partidos jugados; PG = Partidos ganados; PE = Partidos empatados; PP = Partidos perdidos; GF = Goles anotados; GC = Goles recibidos; Dif = Diferencia de goles; Pts = Puntos
|  | Liga de Campeones de la UEFA          |
|  | Copa UEFA                             |
|  | Copa Intertoto de la UEFA             |
|  | Descenso a la 2. SNL                  |
|  | Descendidos por problemas financieros |

| Bandera de Eslovenia        |
| Campeón ND Gorica 3° título |